# Microcranaus pustulatus
Microcranaus pustulatus is een hooiwagen uit de familie Cranaidae.